# Cihanjuang Rahayu
Cihanjuang Rahayu is een bestuurslaag in het regentschap Bandung Barat van de provincie West-Java, Indonesië. Cihanjuang Rahayu telt 10.382 inwoners (volkstelling 2010).